# Bubblegum Crisis
Bubblegum Crisis és una franquícia audiovisual japonesa del subgènere cyberpunk iniciada l'any 1987 amb una sèrie d'OVA, doblada el 1997 al català:
produïda per Artmic, dirigida per Hiroki Hayashi i Tsukasa Okamoto i amb guió de Kenji Kamiyama, la sèrie original té en el llargmetratge Blade Runner la principal font d'inspiració, però també influí en obres posteriors com Armitage III, The Invisibles, Transmetropolitan o The Matrix.
Entre els dobladors de la versió catalana hi ha Núria Trifol, Joël Mulachs, Norbert Ibero, Albert Trifol i Segarra o Albert Trifol i Verdú.

## Argument
L'any 2032, després que el segon gran terratrémol de la regió de Kantō destruïra Tòquio, la ciutat ha sigut reconstruïda amb el nom de MegaTokyo gràcies a la mà d'obra dels Boomers, bèsties mecàniques produïdes per la misteriosa fundació Genom. Davant l'augment de la criminalitat perpetrada per Boomers d'aspecte humà, el cos especial de l'AD Police no pot fer front a l'amenaça; no obstant això, un grup de persones anomenades Knight Sabers contraresten l'atac dels Boomers amb unes armadures d'alta tecnologia.

## Edicions
Bubblegum Crisis fon una de les primeres sèries publicades a l'Amèrica del Nord per AnimEigo: el 2013, el seu fundador, Robert Woodhead, mamprengué un micromecenatge en Kickstarter per a publicar la sèrie en Blu-ray, amb la particularitat que implicà els mecenes en la presa de decisions al voltant del producte final; el projecte aconseguí la meitat dels setanta-cinc mil dòlars inicials pressupostats en les primeres vint-i-quatre hores.
El 2025, AnimEigo i MediaOCD anunciaren la comercialització per a l'11 de febrer d'una nova edició en blu-ray de la sèrie, Bubblegum Crisis: Perfect Collection, amb els huit capítols originals en dos discs, sis idiomes —entre els quals català—, els dos videoclips i un parell d'afegits: una entrevista inèdita amb Kenichi Sonoda i un llibret de cinquanta pàgines.